# My Skin Is Cold
My Skin Is Cold är den tredje EP:n av norska black metal-bandet Satyricon, som gavs ut den 2 juni 2008. EP:n gavs ut som en 7” vinylsingel med låtarna "My Skin Is Cold" och "Mother North", tillsammans med en CD på 5 låtar. Detta är den enda fysiska versionen av EP:n. Albumet gavs ut av Indie Recordings endast i Norge medan Roadrunner Records gav ut den i resten av världen, i en upplaga som är begränsad till endast 400 exemplar. 

## Låtförteckning
7" vinyl
Sida A
1. "My Skin Is Cold" – 5:06

Sida B
1. "Mother North" (live) – 9:06

CD
1. "My Skin Is Cold" – 5:06
2. "Live Through Me" (remastrad) – 5:12
3. "Existential Fear-Questions" (remastrad) – 6:02
4. "Repined Bastard Nation" (live) – 5:48
5. "Mother North" (live) – 9:06

Live-inspelningarna är från "Gjallarhorn"-konserten vid Sentrum Scene, Oslo, november 2006.

Alla låtar skrivna av Satyr, utan "My Skin Is Cold" som är skriven av Satyr / Snorre W. Ruch.

## Medverkande
Musiker (Satyricon-medlemmar)
- Satyr (Sigurd Wongraven) – gitarr, keyboard, sång
- Frost (Kjetil-Vidar Haraldstad) – trummor

Bidragande musiker
- Snorre Westvold Ruch – gitarr
- Knut Schreiner – gitarr
- Steinar Gundersen – gitarr
- Obsidian Claw (Arnt Grønbech) – gitarr
- Lars K. Norberg – basgitarr
- Jonna Nikula – keyboard
- Victor Brandt – basgitarr
- Kringkastingsorkesteret – mässinginstrument
- Oslo Filharmoniske Orkester – mässinginstrument
- Øivind Westby – arrangering för mässinginstrument

Produktion
- Satyr – producent, ljudmix
- Lars Klokkerhaug – ljudtekniker, ljudmix
- Mike Hartung – ljudtekniker
- Espen Berg – mastering
- Martin Kvamme – omslagsdesign